# Brita Öberg
Brita Öberg, folkbokförd Brita Amalia Öberg Golowin, född 22 maj 1900 i Stockholm, död där 26 december 1969, var en svensk skådespelare.

## Biografi
Öberg filmdebuterade 1943 i Ragnar Frisks Aktören, och hon kom att medverka i drygt 45 film- och TV-produktioner. Öbergs fasta roll var som Eulalia i några av Åsa-Nisse-filmerna (9 av 20 filmer).  Men hon gjorde även andra rolltolkningar och har exempelvis en rätt stor biroll som köksa i thrillern Moln över Hellesta (1956). Öberg medverkar dessutom i några av Ingmar Bergmans filmer samt i dennes TV-teateruppsättning av August Strindbergs Ett drömspel 1963.
Mellan 1928 och 1941 var hon gift med skådespelaren och teaterchefen Leo Golowin. Hon är begravd på Norra begravningsplatsen utanför Stockholm.

## Filmografi (urval)
- 1943 – Aktören
- 1944 – Skogen är vår arvedel
- 1946 – Kristin kommenderar
- 1946 – Saltstänk och krutgubbar
- 1949 – Havets son
- 1949 – Hur tokigt som helst
- 1954 – Åsa-Nisse på hal is
- 1954 – Östermans testamente
- 1955 – Farligt löfte
- 1955 – Luffaren och Rasmus
- 1955 – Janne Vängman och den stora kometen
- 1956 – Litet bo
- 1956 – Kulla-Gulla
- 1956 – Moln över Hellesta
- 1957 – Ingen morgondag
- 1957 – En drömmares vandring
- 1957 – Prästen i Uddarbo
- 1958 – Åsa-Nisse i kronans kläder
- 1959 – Åsa-Nisse jubilerar
- 1960 – Åsa-Nisse som polis
- 1961 – Pärlemor
- 1961 – Hällebäcks gård
- 1961 – Åsa-Nisse bland grevar och baroner
- 1962 – Åsa-Nisse på Mallorca
- 1963 – Här kommer Petter (TV-serie)
- 1963 – Åsa-Nisse och tjocka släkten
- 1963 – Ett drömspel
- 1963 – Topaze (TV-teater)
- 1964 – Är du inte riktigt klok?
- 1964 – Åsa-Nisse i popform
- 1965 – Åsa-Nisse slår till
- 1966 – Woyzeck
- 1966 – Ormen
- 1966 – Åsa-Nisse i raketform
- 1967 – Tvärbalk
- 1968 – Sarons ros och gubbarna i Knohult
- 1968 – Åsa-Nisse och den stora kalabaliken
- 1968 – Skammen
- 1969 – En passion

## Teater

### Roller (ej komplett)
| År   | Roll                      | Produktion                                                                                      | Regi                        | Teater                           |
| ---- | ------------------------- | ----------------------------------------------------------------------------------------------- | --------------------------- | -------------------------------- |
| 1919 |                           | Kungen (Le roi) Emmanuel Arène, Gaston Arman de Caillavet och Robert de Flers                   | Gunnar Klintberg            | Svenska teatern                  |
| 1921 |                           | Komprometterad (The Ruined Lady) Frances Nordstrom                                              | Nils Johannisson            | Vasateatern                      |
| 1923 |                           | Det stängda paradiset (Le Paradis fermé) Maurice Hennequin och Romain Coolus                    | Knut Nyblom                 | Vasateatern                      |
| 1923 | Pierre                    | Andra bröllopsnatten (La seconde nuit de noces) Maurice Hennequin                               | Knut Nyblom                 | Vasateatern                      |
| 1923 | Toldi                     | Bläckplumpen Ernest Vajda                                                                       | Knut Nyblom                 | Vasateatern                      |
| 1923 |                           | Hasard (Banco) Alfred Savoir                                                                    | Knut Nyblom                 | Vasateatern                      |
| 1923 |                           | Jag är skyldig dig en hustru Yves Mirande och Henri Géroule                                     | Knut Nyblom                 | Vasateatern                      |
| 1924 |                           | På hal is Franz Arnold och Ernst Bach                                                           | Knut Nyblom                 | Vasateatern                      |
| 1924 | Juliette                  | Borgmästarinnan (La presidente) Maurice Hennequin och Pierre Veber                              | Albert Ranft                | Vasateatern                      |
| 1924 |                           | Trettio dagar Augustus Thomas                                                                   | Ragnar Widestedt            | Vasateatern                      |
| 1925 |                           | Kvinnan på fyrtio år Sil-Vara                                                                   | Knut Nyblom                 | Vasateatern                      |
| 1925 |                           | Nattens drottning (Die Königin der Nacht) Franz Arnold, Ernst Bach och Walter Kollo             | Valdemar Dalquist           | Vasateatern                      |
| 1926 | Medverkande               | Mina damer och herrar, revy Svasse Bergqvist & C:o                                              |                             | Södra Teatern                    |
| 1926 | Mona                      | Storstädning (Spring Cleaning) Frederick Lonsdale                                               | Gösta Cederlund             | Helsingborgs stadsteater         |
| 1926 | Nelly Dargel              | Sam Jackson i Paris (L'air de Paris) Maurice Hennequin och Henry de Gorsse                      | Albert Nycop                | Helsingborgs stadsteater         |
| 1926 | Lodoïska Cerizier         | Spelet om kärleken och döden (Le Jeu de l'amour et de la mort) Romain Rolland                   | Albert Nycop                | Helsingborgs stadsteater         |
| 1926 | Lisa                      | Julnatten i barnkammaren Carlo Keil-Möller                                                      | Carlo Keil-Möller           | Helsingborgs stadsteater         |
| 1927 | Agda                      | Gustav Vasa August Strindberg                                                                   | Gösta Cederlund             | Helsingborgs stadsteater         |
| 1927 | Jacqueline Letournel      | Min fröken mor (Mademoiselle ma mère) Louis Verneuil                                            | Albert Nycop                | Helsingborgs stadsteater         |
| 1927 | Annie                     | Komedin på slottet (Spiel im Schloss) Ferenc Molnár                                             | Albert Nycop                | Helsingborgs stadsteater         |
| 1927 | Magda                     | Halta Lena och vindögda Per Ernst Fastbom                                                       | Albert Nycop                | Helsingborgs stadsteater         |
| 1927 | Millie Montgomery         | Bättre folk (The Best People) Avery Hopwood och David Gray                                      | Gösta Cederlund             | Helsingborgs stadsteater         |
| 1928 | Blanche                   | Gröna hissen (Fair and Warmer) Avery Hopwood                                                    | Albert Nycop                | Helsingborgs stadsteater         |
| 1928 |                           | Go' morron, Bill (Good Morning, Bill) P.G. Wodehouse                                            | Gösta Cederlund             | Helsingborgs stadsteater         |
| 1928 |                           | Diktatorn (Le Dictateur) Jules Romains                                                          | Albert Nycop                | Helsingborgs stadsteater         |
| 1929 |                           | Dubbelexponering (Double Exposure) Avery Hopwood                                                | Albert Nycop                | Helsingborgs stadsteater         |
| 1930 | Antoinette Flagg          | Ungkarlspappan (The Bachelor Father) Edward Childs Carpenter                                    | Oscar Tengström             | Åbo Svenska Teater               |
| 1930 |                           | Flärd och flirt (These Pretty Things) Gertrude E. Jennings                                      | Oscar Tengström             | Åbo Svenska Teater               |
| 1930 | Dolly Fleuriot            | Min syster och jag (Meine Schwester und ich) Ralph Benatzky och Robert Blum                     | Oscar Tengström             | Åbo Svenska Teater               |
| 1931 | Irene Sandor              | Fyra herrar i frack László Lakatos                                                              | Oscar Tengström             | Åbo Svenska Teater               |
| 1931 |                           | Mors rival (La Malquerida) Jacinto Benavente                                                    | Oscar Tengström             | Åbo Svenska Teater               |
| 1931 |                           | Spöktåget (The Ghost Train) Arnold Ridley                                                       | Leo Golowin                 | Åbo Svenska Teater               |
| 1931 |                           | Diktatorn (Le Dictateur) Jules Romains                                                          | Konni Wetzer                | Åbo Svenska Teater               |
| 1931 | Alice Hewitt              | Amiralen kommer (The Middle Watch) Ian Hay och Stephen King-Hall                                | Oscar Tengström             | Åbo Svenska Teater               |
| 1931 | Mi                        | Leendets land (Das Land des Lächelns) Franz Lehár, Ludwig Herzer och Fritz Löhner-Beda          | Rafael Stenius              | Åbo Svenska Teater               |
| 1931 |                           | Reservoarpennan (Töltőtoll) Ladislaus Fodor                                                     | Oscar Tengström             | Åbo Svenska Teater               |
| 1931 | Vivan, uppasserska        | Aftonstjärnan Hjalmar Söderberg                                                                 | Leo Golowin                 | Åbo Svenska Teater               |
| 1931 | Helene                    | En herre i frack (The Man in Dress Clothes) Seymour Hicks                                       | Oscar Tengström             | Åbo Svenska Teater               |
| 1931 | Ulli                      | Konto X (Das Konto X) Rudolf Bernauer och Rudolf Österreicher                                   | Leo Golowin                 | Åbo Svenska Teater               |
| 1932 | Cora Petry                | Svarta pärlor (Die Perlenkomödie) Bruno Frank                                                   | Oscar Tengström             | Åbo Svenska Teater               |
| 1932 | Stina, Sven Erssons piga  | Värmlänningarna Fredrik August Dahlgren och Andreas Randel                                      |                             | Åbo Svenska Teater               |
| 1932 | Antoinette Lancret        | Chaufför Antoinette (Chauffeur Antoinette) Jean de Létraz och Suzette Desty                     |                             | Åbo Svenska Teater               |
| 1932 | Marietta la Tourette      | Bajadären (Die Bajadere) Emmerich Kálmán, Julius Brammer och Alfred Grünwald                    | Rafael Stenius              | Åbo Svenska Teater               |
| 1932 | Nang-Ping                 | Mr Wu Harry M. Vernon och Harald Owen                                                           | Oscar Tengström             | Åbo Svenska Teater               |
| 1938 |                           | Natt över havet Harry Blomberg                                                                  | Leo Golowin                 | Åbo Svenska Teater               |
| 1938 |                           | Kyskhet Vilhelm Moberg                                                                          | Leo Golowin                 | Åbo Svenska Teater               |
| 1943 |                           | Fattiga friare Gideon Wahlberg                                                                  | Gideon Wahlberg             | Tantolundens friluftsteater      |
| 1944 | Baronessan                | Annie från Amörrika Sigge Fischer, Ch. Henry och Einar Molin                                    | Sigge Fischer               | Tantolundens friluftsteater      |
| 1955 | Mrs Dull                  | Tre Amerikaner: De nedtrampade petuniorna (The case of the crushed petunias) Tennessee Williams | Claes Thelander             | Nya Teatern                      |
| 1955 | Nergergumma               | Tre Amerikaner: Onyttingen (The No’ Count Boy) Paul Green                                       | Claes Thelander             | Nya Teatern                      |
| 1957 |                           | Arvtagerskan (The Heiress) Ruth och Augustus Goetz                                              | Bengt Lagerkvist            | Bygdeteatern                     |
| 1958 | Mormor                    | Bättre sent än aldrig (It’s never too late) Felicity Douglas                                    | John Zacharias              | Norrköping-Linköping stadsteater |
| 1958 | Hertiginnan av Gloucester | Richard II (The Life and Death of King Richard the Second) William Shakespeare                  | Olof Widgren John Zacharias | Norrköping-Linköping stadsteater |
| 1958 | Fru de Léré               | Clérambard Marcel Aymé                                                                          | Gösta Folke                 | Norrköping-Linköping stadsteater |
| 1959 | Mrs. Umney                | Spöket på Canterville (The Canterville Ghost) Bernt Callenbo                                    | Bertil Norström             | Norrköping-Linköping stadsteater |
| 1959 |                           | Ung och grön (Salad Days) Dorothy Reynolds och Julian Slade                                     | Ingrid Luterkort            | Norrköping-Linköping stadsteater |
| 1959 | Servitrisen Affischörskan | Ett resande teatersällskap August Blanche                                                       | Bertil Norström             | Norrköping-Linköping stadsteater |
| 1959 | Margaret Howard           | Den beskedlige älskaren (The Complaisant Lover) Graham Greene                                   | Lars Barringer              | Norrköping-Linköping stadsteater |
| 1960 | Miss Gilchrist            | Gisslan (The Hostage) Brendan Behan                                                             | Lars Barringer              | Norrköping-Linköping stadsteater |
| 1960 |                           | Napoleons tvätterska (Madame Sans-Gêne) Victorien Sardou och Émile Moreau                       | John Zacharias              | Norrköping-Linköping stadsteater |

## Radioteater

### Roller
| År   | Roll       | Produktion                   | Regi          |
| ---- | ---------- | ---------------------------- | ------------- |
| 1957 | Agda Grane | Grönt för mord Folke Mellvig | Arne Mattsson |